# Столбовой (остров)
Столбовой (якут. Остуолбалаах арыы) — остров в юго-западной части архипелага Новосибирских островов (Республика Саха (Якутия)), в восточной части моря Лаптевых.
Площадь около 170 км². Протяжённость от мыса Скалистый (северо-запад) до мыса Поворотный (юго-восток) 46 км, максимальная ширина 10 км. Высота до 222 м. Сложен главным образом гранитами. Арктическая тундра. На отдельных выступающих вершинах, на высотах более 100 м, каменистые россыпи. Заболоченные участки в районе озера Мелкого (озеро лагунного типа на северо-западном побережье), а также в среднем и нижнем течении реки Столбовой (самая крупная река, протяжённость 13 км, расположена в центральной части острова).
В 1690 на острове побывал сын боярский Максим Мухоплёв (Мухоплеев). Однако, он не был первооткрывателем Столбового: на острове Мухоплёв «обнаружил множество крестов — красноречивое свидетельство посещения острова русскими мореходами задолго до 1690 г. Впервые этот остров, названный „о. Крестовым“, появляется на чертеже С. Ремезова (1698)».
На северо-западном побережье острова располагалась советская метеорологическая станции. В 2012 году на её базе устроена контрольно-корректирующая станция ГЛОНАСС/GPS.
Артефакты аллалаевской культуры среднего палеолита на северной стороне острова Столбовой имеют ориентировочный возраст 250—200 тысяч лет назад. Предположительно, в плейстоцене русло Лены продолжалось дальше в шельф и в районе Столбового она должна была сливаться с Яной.

## Фотографии

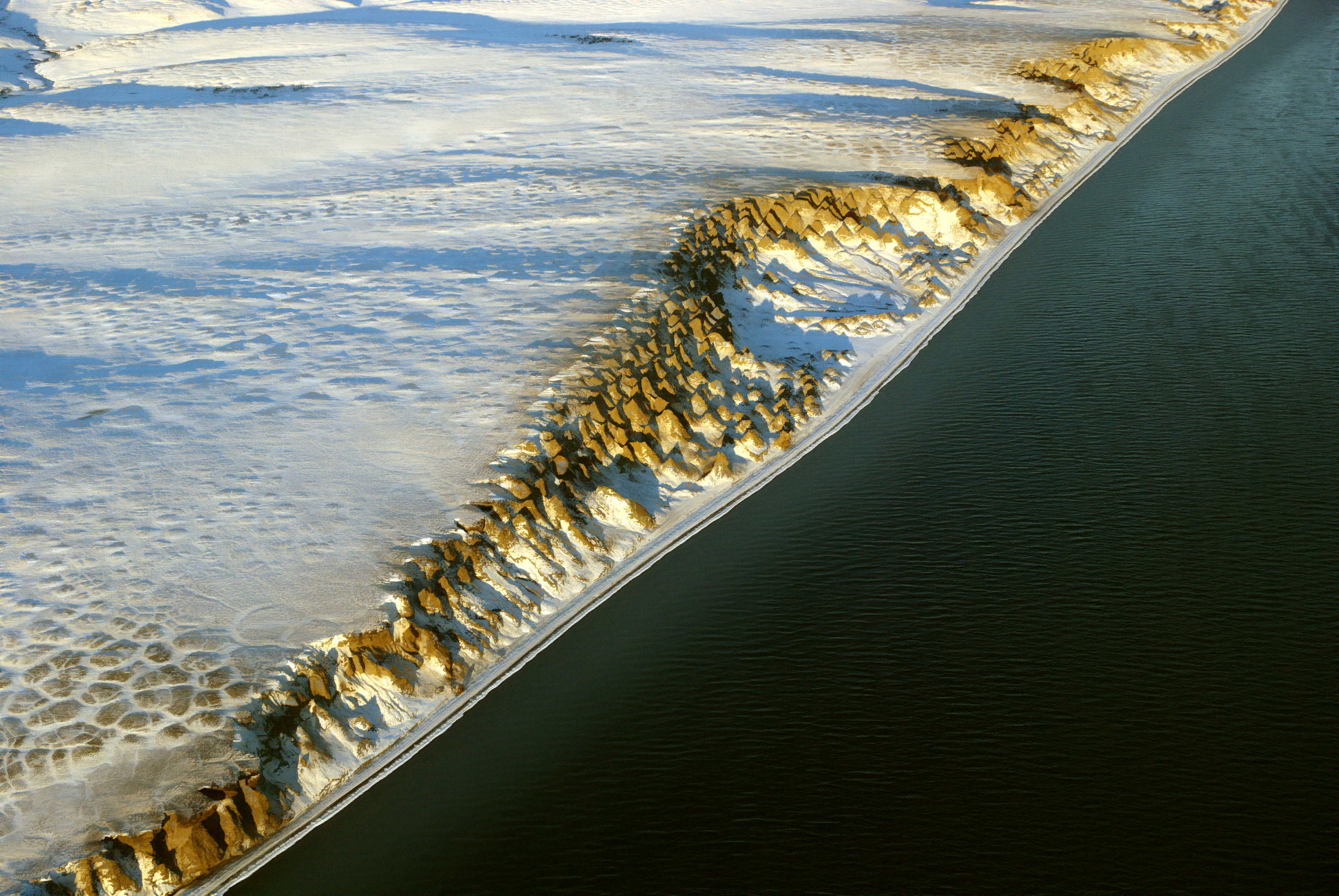
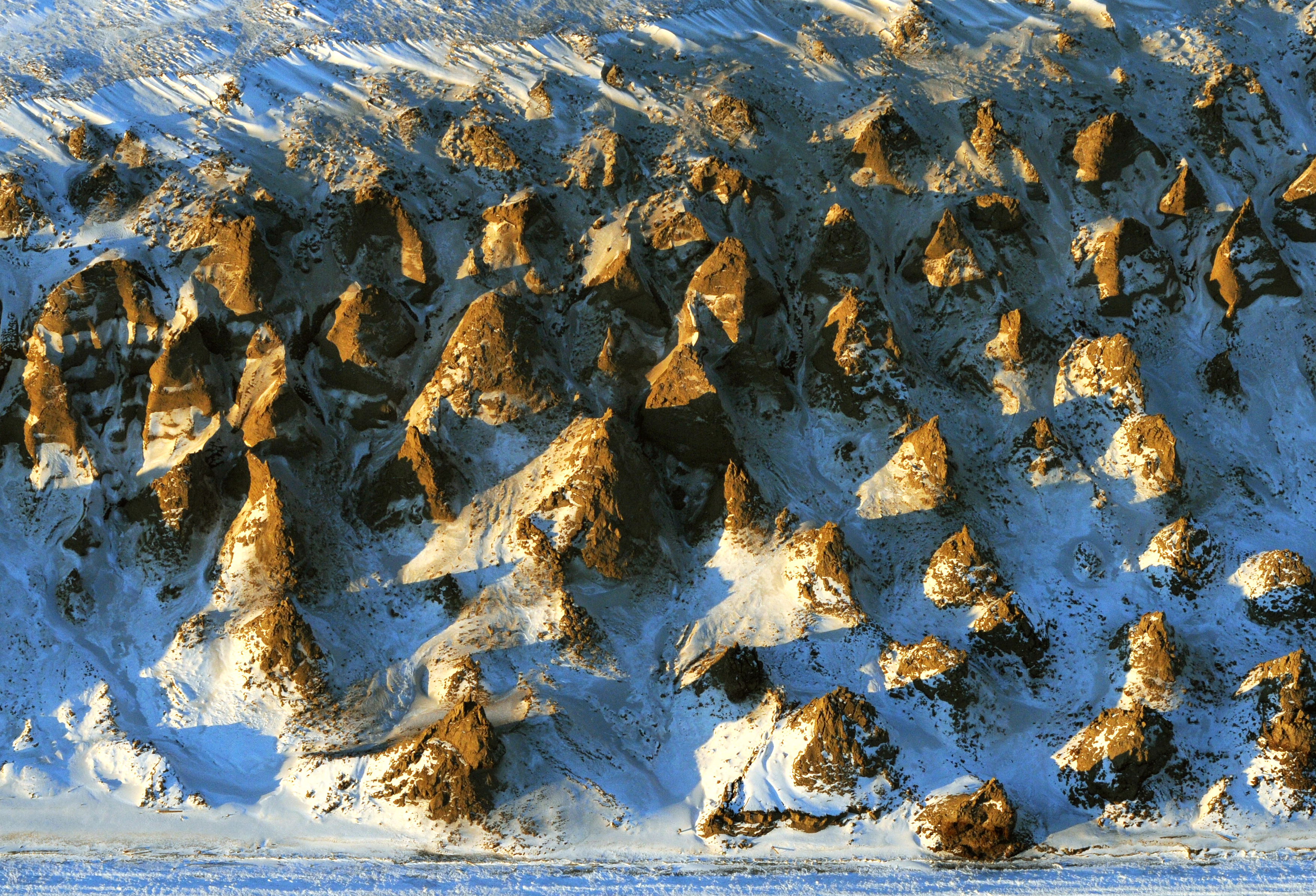
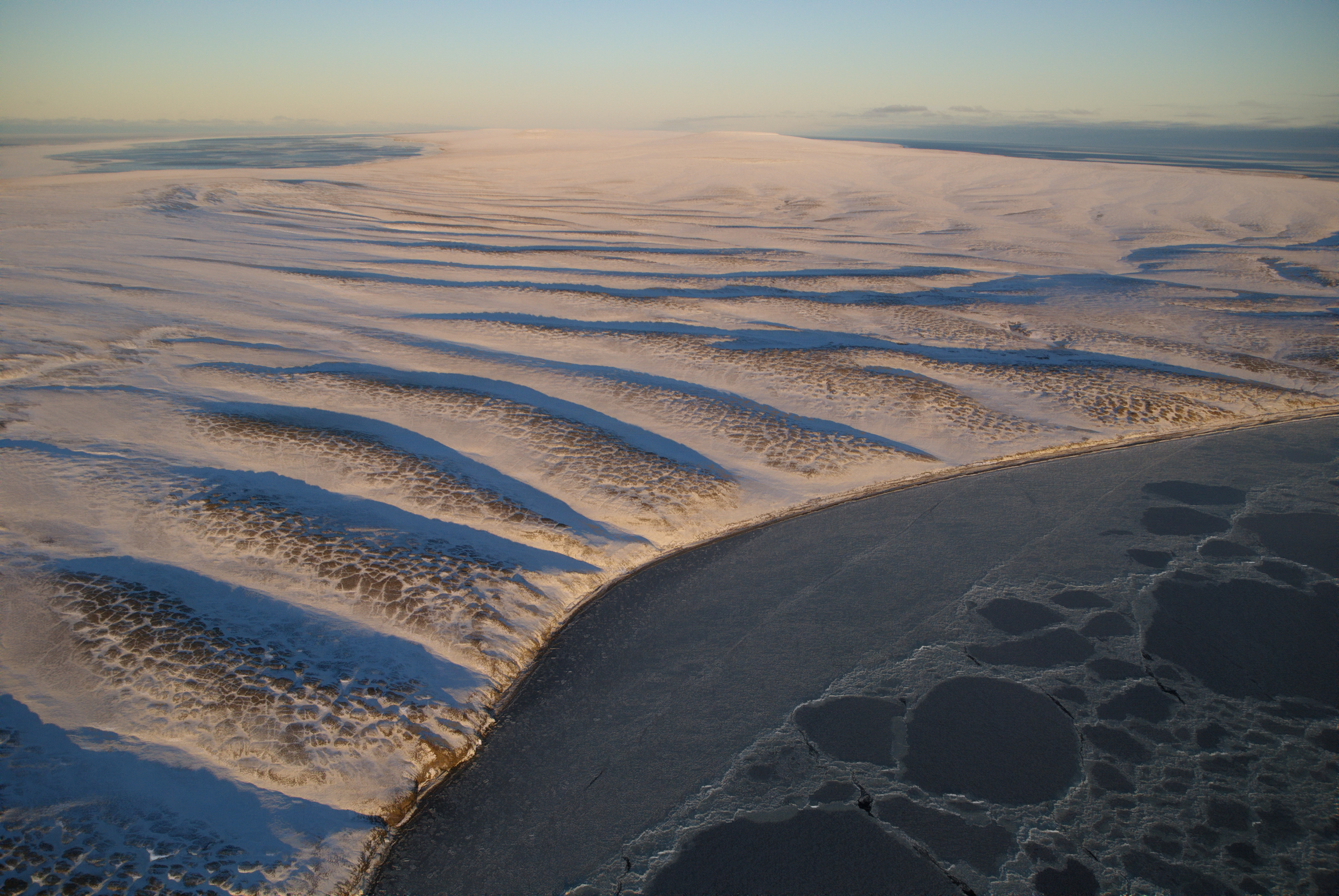

## Топографические карты
- Лист карты S-53-XVI,XVII,XXII,XXIII о. Столбовой. Масштаб: 1 : 200 000. Состояние местности на 1955 год.